# Lingua kanakanabu
Il kanakanabu (endonimo: kanakanavu) appartiene alla famiglia linguistica delle Lingue austronesiane (quindi geneticamente completamente diversa dal cinese) ed è parlata sull'isola di Taiwan. È una delle tre lingue che formano il ramo tsouiano delle Lingue formosane.
La lingua è quasi estinta, infatti nel 2012 erano segnalati solo più 4 locutori, e pochi altri che la capivano parzialmente, e tutti in età avanzata; su una popolazione etnica di 360 persone.

## Popolazione etnica
Il popolo Kanakanavu è formato oggigiorno da circa 250 persone che vivono in due villaggi (Manga e Takanua) nel distretto di Namasia, della regione di Kaohsiung (Zeitoun & Teng 2014).

La lingua Kanakanavu che è la loro lingua ancestrale sta subendo il fenomeno della deriva linguistica verso il Bunun, un'altra delle lingue formosane (cominciatata quando i Bunun sono migrati nei territori abitati dai Saarao), verso il cinese mandarino e verso il Taiwanese, per cui sono rimaste pochissime persone a parlarla e sembra inevitabile che entro poco tempo debba estinguersi.

## Fonologia

### Vocali
|        | Antériore | Centrale | Postériore |
| ------ | --------- | -------- | ---------- |
| Chiusa | i [i]     | ʉ [ʉ]    | u [u]      |
| Media  |           | ə [ə]    |            |
| Aperta |           | a [a]    |            |

### Consonanti
|           |           | Bilabiale | Dentale | Laterale | Palatale | Velare | Glottale |
| --------- | --------- | --------- | ------- | -------- | -------- | ------ | -------- |
| Occlusiva | Occlusiva | p [p]     | t [t]   |          |          | k [k]  | ʔ [ʔ]    |
| Fricativa | Fricativa | v [v]     |         |          | s [s]    |        |          |
| Affricata | Affricata |           |         |          | ʦ [ʦ]    |        |          |
| Nasale    | Nasale    | m [m]     | n [n]   |          |          | ŋ [ŋ]  |          |
| Liquida   | Liquida   |           | r [r]   | l [l]    |          |        |          |